# اریش گراو
اریش گراو (آلمانی: Erich Grave؛ ۲۲ مارس ۱۸۹۱ – ۱۹ اوت ۱۹۵۵) کارگردان هنری اهل آلمان بود. از فیلم‌هایی که وی در آن نقش داشته است می‌توان به پسران گاسپاری اشاره کرد.